# Христианство в Панаме
Христианство в Панаме — самая распространённая религия в стране.
По данным исследовательского центра Pew Research Center, в 2010 году в Панаме проживало 3,27 млн христиан, которые составляли 93 % населения этой страны. Энциклопедия «Религии мира» Дж. Г. Мелтона оценивает долю христиан в 2010 году в 87,1 % (3,06 млн).
Крупнейшим направлением христианства в стране является католицизм. В 2000 году в Панаме действовало 2,9 тыс. христианских церквей и мест богослужения, принадлежащих 88 различным христианским деноминациям.
Помимо панамцев, христианство исповедуют живущие в стране ямайцы, американцы, французы, испанцы и греки. В христианство были обращены местные народы — гуайми, куна, брибри, а также большинство воунаан и назо.
Христиане Панамы активно участвуют в межконфессиональном диалоге. В 1986 году в стране был создан Экуменический комитет Панамы, объединяющий в настоящее время протестантов, католиков и православных. Консервативные евангельские христиане сотрудничают вместе в Панамском евангельском братстве, связанном со Всемирным евангельским альянсом.